# María Matilde Suárez
María Matilde Suárez és una sociòloga i antropòloga veneçolana, coneguda pel seu treball etnogràfic sobre costums i tradicions de Veneçuela, especialment entre els waraos.
Suárez va formar part de l'equip d'antropòlogues veneçolanes provinents de la Universidad Central de Venezuela que l'arqueòleg d'origen català José María Cruxent va recomanar que s'especialitzessin fent estudis de postgrau a l'estranger. El Departament d'Antropologia que Cruxent havia fundat a l'Instituto Venezolano de Investigaciones Científicas (IVIC) els va oferir beques amb aquesta finalitat. El grup estava format per Nelly Arvelo, que va fer estudis de doctorat en antropologia a la Universitat Cornell; Erika Wagner, que va anar a la Universitat Yale per ampliar els seus coneixements d'arqueologia; Haydee Seijas, que va anar a la Universitat Tulane per especialitzar-se en antropologia cultural i lingüística, i María Matilde Suárez, que va anar a França per fer-hi un postgrau en antropologia. A París, dirigida per Roger Bastide va preparar la seva tesi doctoral, que va escriure en francès —Étude ethnologique de quatre villages guarao— i va llegir el 1965. El treball de camp previ l'havia fet a partir de 1963.
De tornada a Veneçuela, Suárez ingressa a l'IVIC el 1965. Amb finançament d'aquest institut va revisar, ampliar la seva tesi doctoral feta a Paris i va publicar en castellà la seva monografia: Los Warao: Indígenas del delta del Orinoco (delta de l'Orénoque, territoire Delta Anacuro, Vénézuéla)', el 1968.
Entre novembre de 1968 i juny de 1969 va fer una estada a la Universitat d'Oxford, on, dirigida per l'antropòleg Rodney Needham, va analitzar les dades obtingudes en el seu treball de camp amb relació a la terminologia del parentiu, les unions matrimonials i els canvis i les va comparar amb dades publicades per autors veneçolans, britànics, prussians i francesos que havien estudiat els waraos des de 1825. Va trobar que, malgrat que el sistema terminològic a penes havia canviat, en aquell grup ètnic hi havia hagut canvis estructurals destacats en comportaments socials en relació al matrimoni, relacions familiars i la descendència. Suárez suposava que els canvis eren deguts a la influència que, en el segle xx, els waraos van rebre de missioners i criolls. De tota manera, va reconèixer la l'existència d'un sistema «matrilocal», que dona drets preferents al llinatge matern.
María Matilde Suárez ha estudiat també la història de l'etnologia del darrer segle a Veneçuela. És coautora, amb Luise Margolies, del llibre Historia de la etnología contemporánea en Venezuela, en el qual consideren dos períodes en la història d'aquesta ciència a Veneçuela. Durant el primer període, que anomenen «dels precursors» i va des de finals del segle xix fins a l'inici de la dècada de 1940, els investigadors enfoquen la recerca des de diverses disciplines, com ara l'arqueologia, la història, la lingüística o l'antropologia física. El segon període, en el qual el treball de camp és fonamental per a la recollida de dades, és el que consideren pròpiament d'etnologia contemporània.

## Recerca etnogràfica
- Los Warao: indígena del Delta del Orinoco (1968)[4]
- Warao, documental de 1965 que va dirigir ella mateixa; basat en el seu treball de camp, descriu la vida quotidiana dels warao i els seus costums i creences.[7]